# Пальяро, Мишель
Мишель Пальяро (фр. Michel Pagliaro) — канадский автор-исполнитель, рок-музыкант и музыкальный продюсер второй половины XX — начала XXI века. Первый канадский вокалист, выпустивший золотые диски на обоих официальных языках Канады, автор самого кассового сингла в истории квебекской индустрии звукозаписи («J’entends frapper», 1973, Зал славы канадских поэтов-песенников, 2010). Лауреат Премии генерал-губернатора в области исполнительских искусств (2008), обладатель звезды на Аллее славы Канады (2023).

## Биография
Родился в Монреале в 1948 году, как исполнитель впервые проявил себя в начале 1960-х годов. Выступал как вокалист и гитарист с рядом местных групп, исполнявших французские адаптации британских и американских хитов в стиле йе-йе, и к 1966 году стал фронтменом группы Les Chanceliers, с которой записал ставшую популярной в Квебеке песню «Le P’tit Poppy». Начал сольную карьеру в следующем году, демонстрируя редкий для Квебека стиль исполнения, опирающийся на традиции американского рок-н-ролла.
До 1970 года пел только по-французски, в 1969 году выпустил свой первый рок-хит «J’ai marché pour une nation», который на сайте Премии генерал-губернатора назван «гимном квебекского рока». Первый хит на английском языке, «Give Us One More Chance», появился в 1970 году, а на следующий год вышел первый сольный английский альбом, куда вошли также шлягеры «Lovin' You Ain’t Easy», «Some Sing, Some Dance» и «Rainshowers». В 1972 году появился франкоязычный альбом Pag (прозвище автора, представляющее сокращение от его фамилии), одна из песен которого «J’entends frapper» стала самым продаваемым синглом в истории квебекской индустрии звукозаписи. В том же году Пальяро стал лауреатом премии «Золотой лист» от музыкального журнала RPM. Пальяро был первым канадским исполнителем, выпустившим золотые диски и на французском, и на английском языках. В 1970-е годы был выпущен также двойной концертный альбом с песнями на английском и французском языках, тиражи которого обеспечили ему статус платинового. В 1975 году Пальяро был номинантом на премию «Джуно» в номинации «Вокалист года».
Основав собственную студию звукозаписи, некоторое время выпускал пластинки других исполнителей. В 1980-е годы перебрался сначала в Лос-Анджелес, а затем в Париж, где продолжал карьеру продюсера, работая над альбомами других музыкантов, среди которых был французский автор-исполнитель Жак Иглен. Вернулся в Канаду в 1987 году, в том же году выпустив синглы-хиты «Les Bombes» и «Dangereux». В том же году выступал на разогреве у Дэвида Боуи на монреальском Олимпийском стадионе. Песня Пальяро «L’Espion» из альбома 1988 года Sous peine d’amour поднялась на 1-е место в местном чарте.
С конца 1980-х по второе десятилетие XXI века продолжал концертную деятельность и выпуск записей в Монреале, в общей сложности записав более 20 альбомов, а в 2005 году — концертный DVD Pagliaro Live à Québec. Неоднократно становился лауреатом премий SOCAN — в 1999 и 2003 году в номинации «поп-музыка», а в 2002 году в номинации «национальное достижение». В 2008 году стал также лауреатом Премии генерал-губернатора в области исполнительских искусств за достижения творческой карьеры. В 2010 году песня «J’entends frapper» была включена в списки Зала славы канадских поэтов-песенников, а в 2023 году Пальяро удостоился именной звезды на Аллее славы Канады.